# Bensheim
Bensheim (pronunciación en alemán: /ˈbɛnsˌhaɪ̯m/ⓘ) es una ciudad ubicada en la Bergstraße, distrito al sur del estado de  Hesse (Alemania). Con casi 40 000 habitantes, es la ciudad más grande del distrito. Otras ciudades grandes cerca de Bensheim son Darmstadt (22 km al norte aprox.), Heidelberg (35 km al sur), Mannheim (32 km al suroeste) y Worms (18 km al oeste).

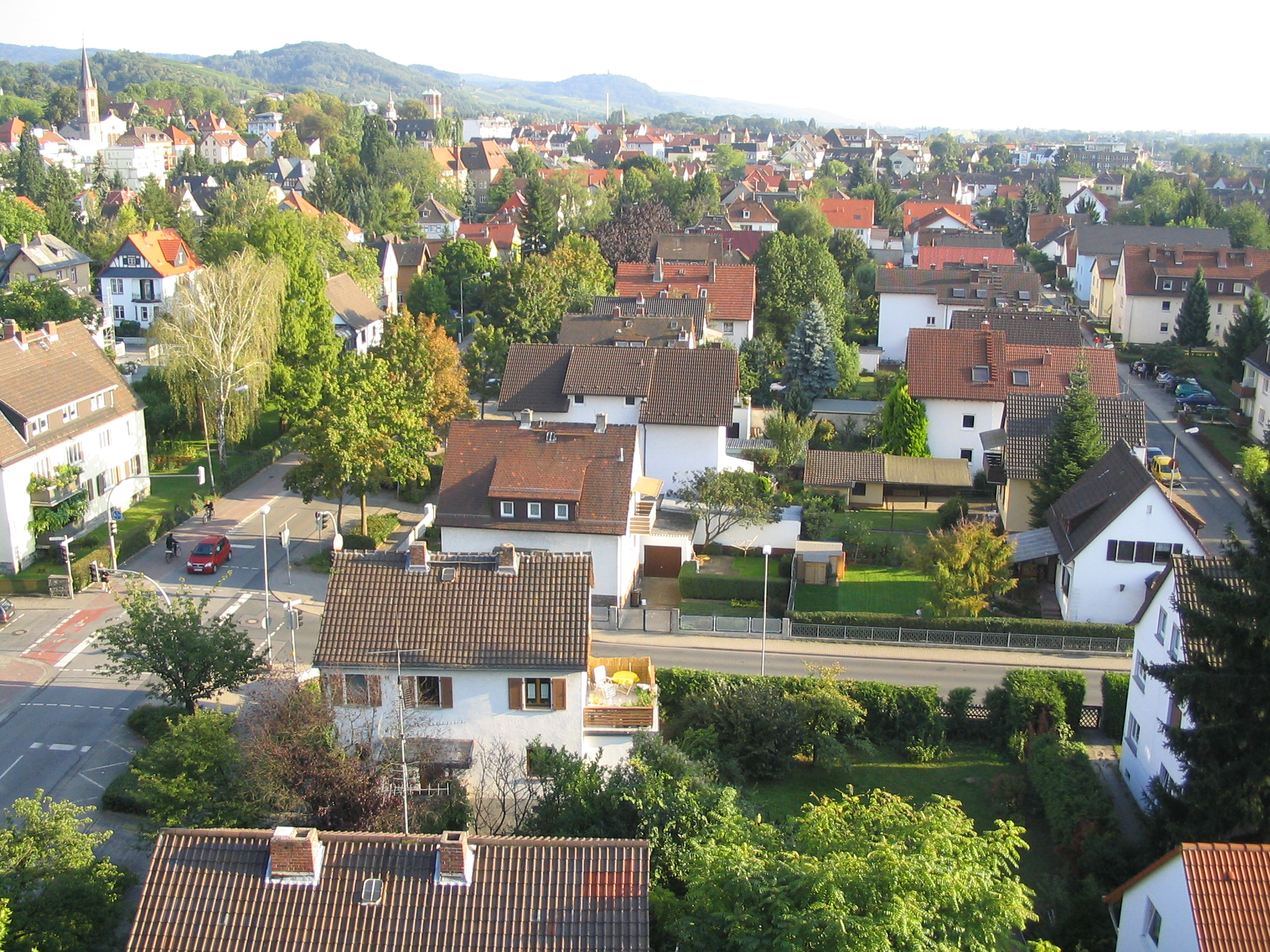
Bensheim
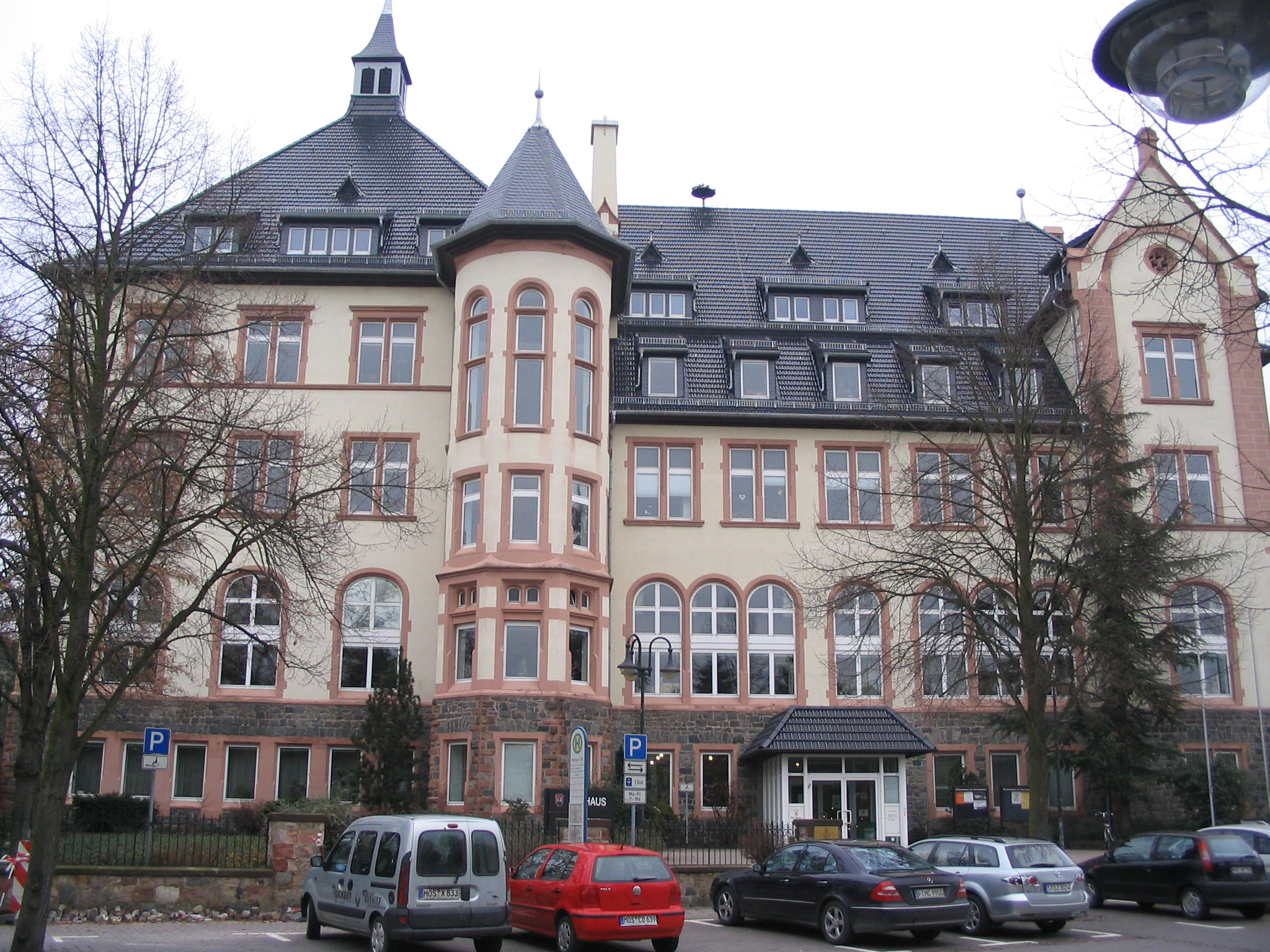
Rathaus

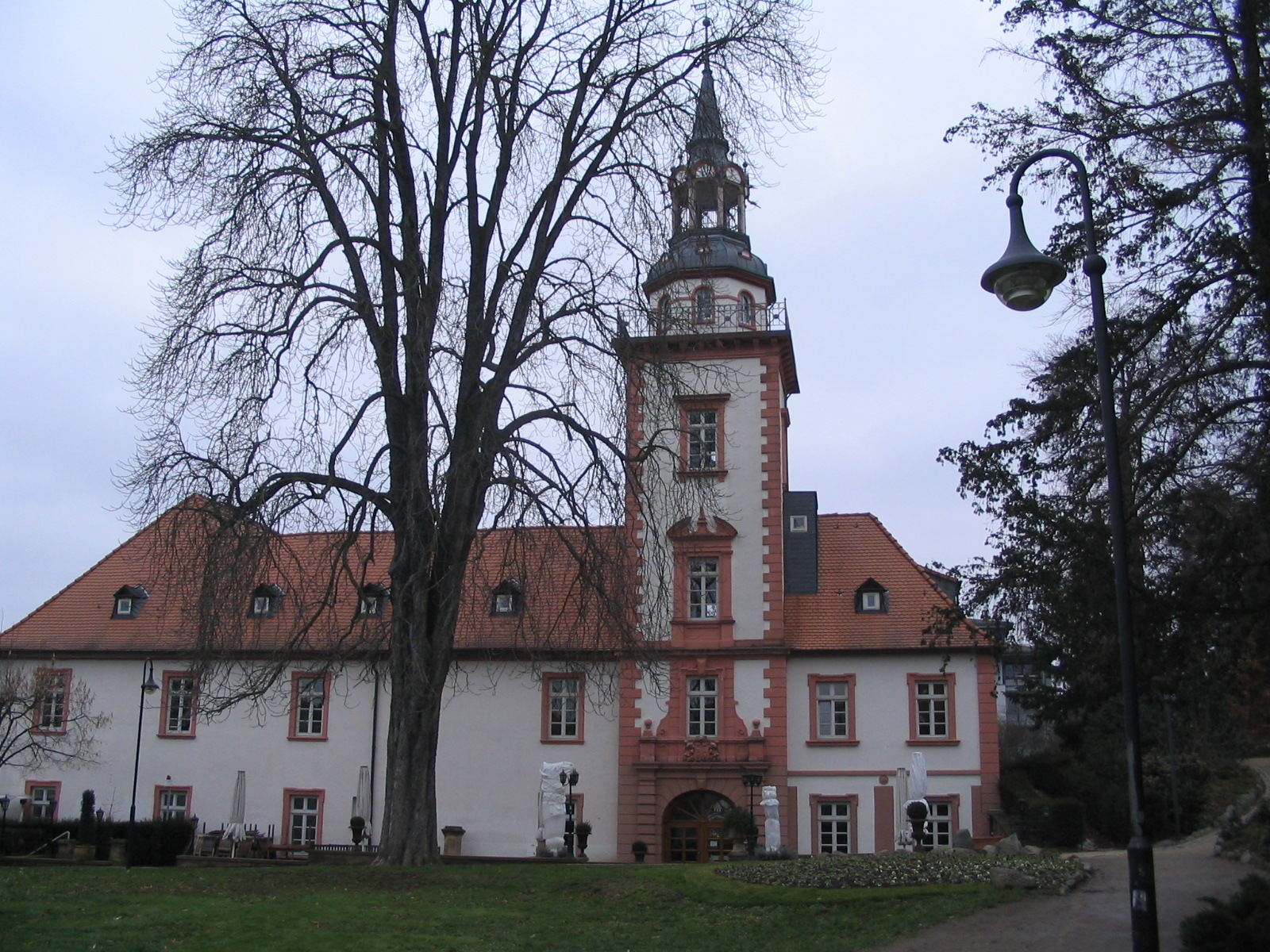
Rodensteiner Hof
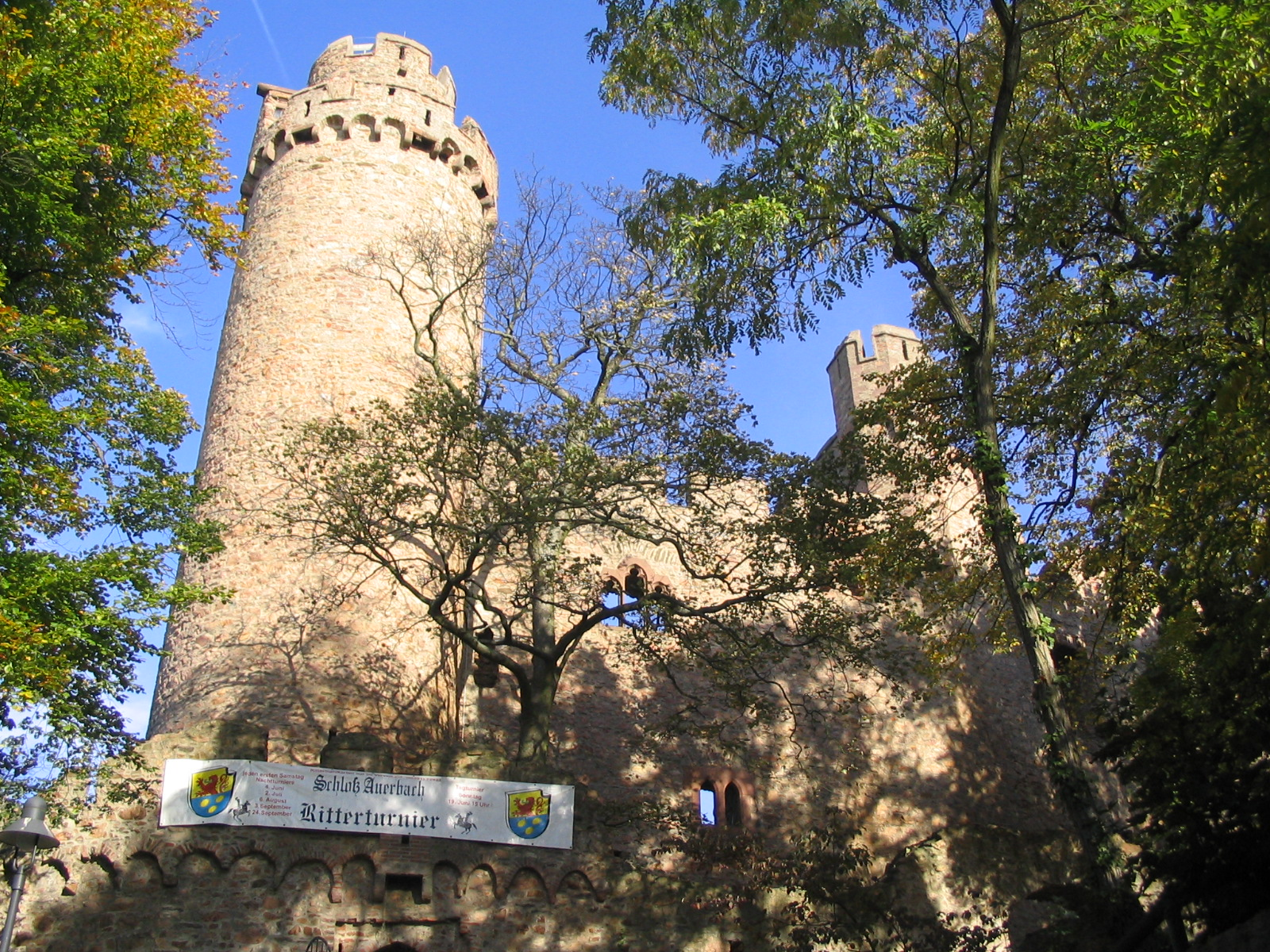
Schloss Auerbach

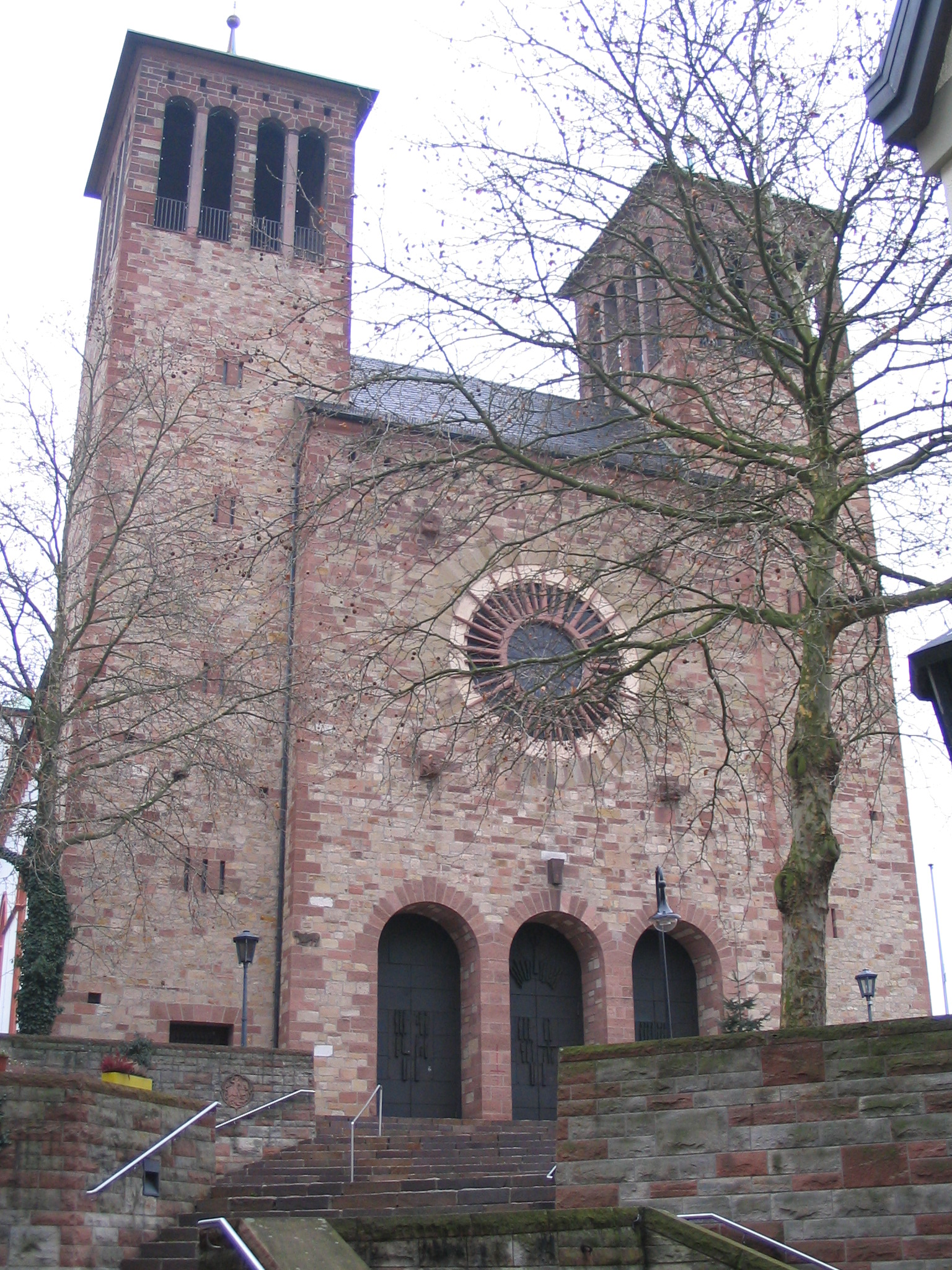
St. Georg
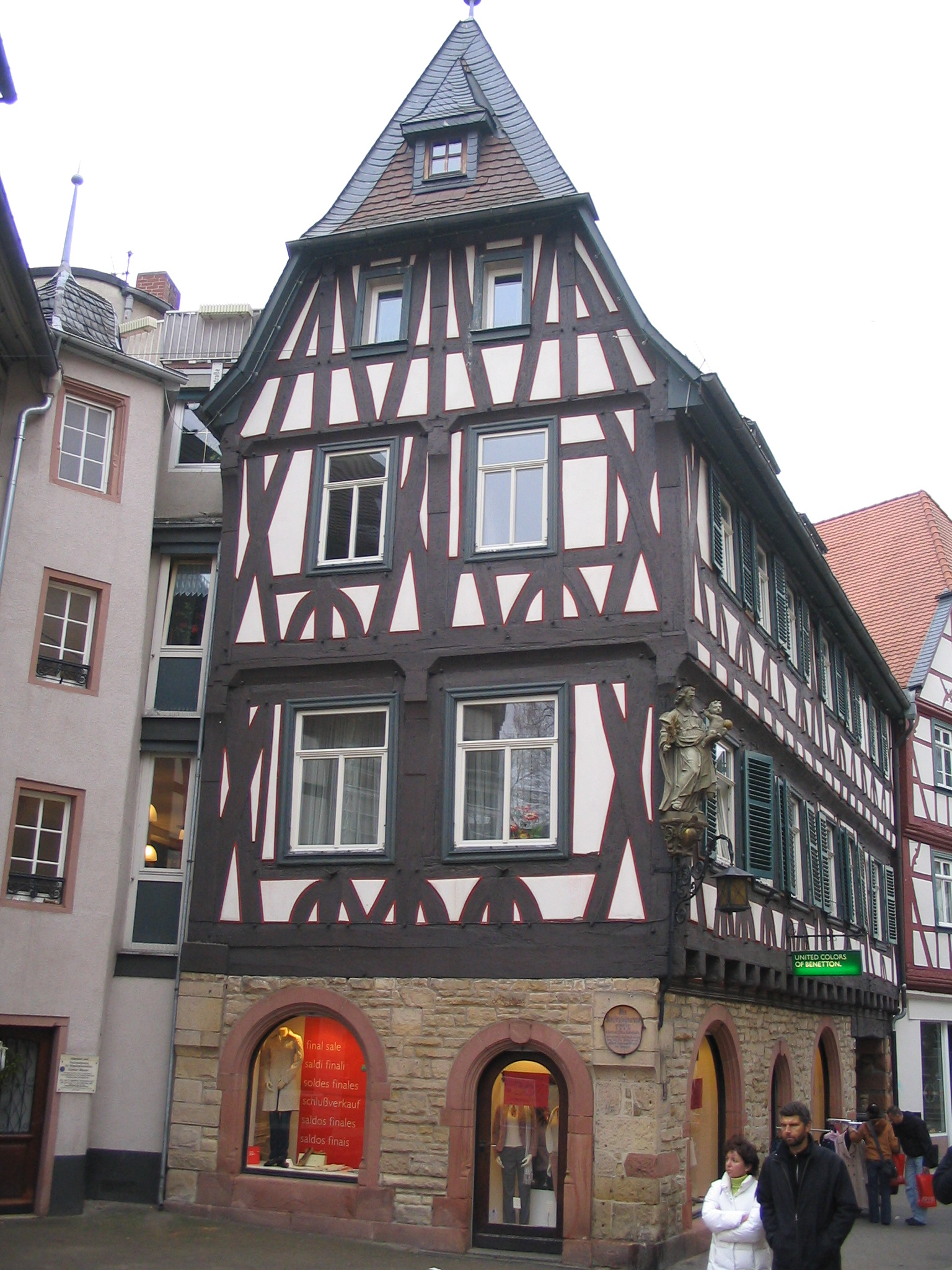
Haus Fleck